# Gabriel Company
Gabriel Company Bauzà (San Juan, Islas Baleares, 16 de mayo de 1930) es un exciclista español, profesional entre 1954 y 1962. Sus mayores éxitos deportivos los obtuvo en Vuelta a España donde obtuvo dos triunfos de etapa.
Tras su vida como profesional del ciclismo se dedicó a las labores del campo como payés. Es el padre del actual líder del Partido Popular de las Islas Baleares, Biel Company, y abuelo del futbolista Biel Company Vives, que milita actualmente en el FC Hermannstadt de la Liga I de Rumanía.

## Palmarés
| 1954 - G.P. de Martorell 1955 - 1 etapa de la Vuelta a España - 1 etapa de la Volta a Cataluña - Trofeo Masferrer - Trofeo Borras - Trofeo del Sprint - Campeón de España por Regiones 1956 - Clásica de los Puertos - Trofeo Borras 1957 - 1 etapa de la Vuelta a Andalucía - G.P. de Sabadell - 1 etapa de la Volta a Cataluña | 1958 - Vuelta a Andalucía - 2.º en el Campeonato de España de Montaña 1959 - Trofeo Masferrer 1960 - 1 etapa de la Vuelta a Andalucía 1961 - 1 etapa de la Vuelta a España |